# Occidentula
Occidentula is een geslacht van rechtvleugeligen uit de familie Lentulidae. De wetenschappelijke naam van dit geslacht is voor het eerst geldig gepubliceerd in 1967 door Brown.

## Soorten
Het geslacht Occidentula  is monotypisch en omvat slechts de volgende soort:
- Occidentula latens (Brown, 1967)